# Pêcheurs, sachez pêcher
Pour plus de détails, voir Fiche technique et Distribution.
Pêcheurs, sachez pêcher (Down and Outing) est le 116e court métrage d'animation de la série américaine Tom et Jerry réalisé par Gene Deitch et sorti le 26 octobre 1961.